# Lynk & Co・05
Lynk & Co 05はLynk & Coから発売されるクーペスタイルのスポーツ・ユーティリティ・ビークルである。

## 概要
2019年11月に発表された。01のクーペバージョンであり、01より全長が80mm延長されている。プラットフォームは01と同じく、ボルボ・XC40にも使用されているCMAを採用している。
パワートレインは、2.0 L 直列4気筒ターボにマイルドハイブリッドを搭載し、187kWと349Nmを発揮する。トランスミッションは8速ATを組み合わせる。のちに1.5 L直列3気筒ツインターボがラインナップに追加され、パワートレインの1つがプラグインハイブリッドモデルになった。